# 泣かせるあいつ
『泣かせるあいつ』（なかせるあいつ）は、日本テレビ系列で放映されたテレビドラマ。毎週水曜日20:00 - 20:54の枠で放送された。
1976年3月17日～1976年9月22日まで放送。なお、当初は1976年9月29日までの放送予定だった（この日放送予定だった回が休止になったことについては後述）。

## 概要
鈴木雷太はラーメン屋、歌代俊平は長野県の大きな味噌問屋「歌代味噌本舗」の跡取り息子だが、目下予備校生。雷太は学が無いが、居直ったような不敵さを持つたくましさを持つ一方で照れ屋で人懐こい性格で、俊平は神経質でナイーブで青春の気負いと甘えがのぞかせると言った性格。この二人に、俊平の高校の先輩の夕子が絡んでドラマは展開する。
俊平は東京大学の受験に失敗して帰郷、しかしそこで父の死を知って愕然とする。だが、そこで父の愛人の息子（雷太）も父の葬儀に来ることを聞かされ、つまり腹違いの兄が居たことを知って不安になる。そんな、この異母兄弟の二人の交流をコミカルに描いた兄弟愛の物語。
本作では、長野県大町市周辺で行われたロケのシーンがふんだんに登場した。
本作が放映されていた時間帯には巨人戦のプロ野球中継が19時30分～20時55分の枠で度々放送（13回）されたため、本作はその合間の放送となった。第17話（1976年9月29日放送予定）の『翼よ！心あらば伝えて』は、最初第13話（1976年8月4日）に放送が予定されていたが、差し替えとなって順番が入れ替わった。しかしこの1976年9月29日当日に巨人対広島戦の中継が組み込まれて予定通り中継され、しかも1週繰り下げとはならず次回作の『気まぐれ天使』は予定通り1976年10月6日に放映が開始されたため、最終回となる17話がそのまま休止となって再放送まで放映を待たなければならないという事態となった。

## キャスト
- 鈴木雷太：田中邦衛
- 歌代俊平：佐藤佑介
- 夕子：檀ふみ
- 歌代清乃：北林谷栄
俊平の実の母。
- かね：ミヤコ蝶々
雷太と俊平の父・俊之輔の愛人で、雷太の母。
- 東一郎（アパートの管理人）：坊屋三郎
- しのぶ：ホーン・ユキ
東一郎の娘で、ウエイトレス。
- 大八郎：火野正平
小料理屋の板前見習い。
- 喜代子：岩崎加根子
- 治：牟田悌三
- 平岡：保積ぺぺ
- 美智子：本木紀子
- 華子（子連れの未亡人）：赤座美代子
- 研（華子の息子）：すのうち滋之
- 小泉：中島久之
俊平の憧れの整備士。
- ：児島美ゆき
- ：佐久間宏則
- ：橋本功
- ：石井富子
- ：藤村俊二
- ：滝田裕介
- ：森田日記
- ：三東ルシア
- ：高岡健二

### ゲスト
- 笑福亭鶴光（第1話）
- 下河原圭子（第1話）
- 沼山美穂子（第1話）
- 太田：近藤洋介（第2話）
- 伊藤高（第2話、第14話）
- みずのこうさく（第2話、第14話）
- 杉野公子（第2話）
- 中島久之（第3話、第13話）
- 曽我廼家一二三（第3話）
- 大滝秀治（第4話）
- 風間杜夫（第4話）
- 大山経男（第4話）
- 森本純一（第4話）
- 水品昌子（第4話）
- 篠ヒロコ（第5話）
- 山城新伍（第6話）
- ひろみどり（第6話）
- 古井戸（加奈崎芳太郎、仲井戸麗市）（第7話）
- 三崎純子（第7話）
- 岩切（レコード会社のプロデューサー）：豊岡豊（第7話）
雷太の幼なじみ。
- 賀川雪絵（第7話）
- 姫ゆり子（第8話）
- 東条甚太（第8話）
- 宮下啓（第8話）
- 南利明（第8話）
- アカネ（大八郎の幼なじみ）：紀比呂子（第9話）
- 三田村賢二（第9話）
- 岸俊也（第9話）
- やくざ風の男：樋浦勉（第9話）

- 真弓：斉藤こず恵（第10話）
山形の養護施設「杉の子学園」の子供。
- 玲子：あかはゆき（第10話）
真弓の居る「杉の子学園」の先生。
- 中里尚代（第10話）
- 田畑孝（第10話）
- 渡辺紀行（第10話）
- 沢村貞子（第10話）
- 恭子：五十嵐淳子（第11話）
俊平がフェリーの中で知り合う女性。
- 恭子の母・光子：谷口香（第11話）
- 丹古母鬼馬二（第11話）
- 立川とも子（第11話）
- 小沢忠臣（第11話）
- 関保之（第11話）
- 山田晴生（第11話）
- 丹羽たかね（第11話）
- 永井雅春（第11話）
- 「味覚軒」の房子：夏純子（第12話）
- 西田敏行（第12話）
- 今村原兵（第12話）
- 吉原正皓（第12話）
- 和田一壮（第12話）
- 加瀬夕子（第12話）
- 村岡照代（第12話）
- 三沢とも子（第12話）
- 片岡美津子（第12話）
- 藤村有弘（第12話）
- 人見明（第12話）
- 鮎川直子：竹下景子（第13話）
深夜放送の人気DJ。
- 沼田：鹿内孝（第13話）
直子の番組のプロデューサー。

- 高桐真（第13話）
- 宝井琴鶴（第13話）
- 善平：加藤嘉（第14話）
うどん屋の主人。
- シズエ（善平の娘）：あべ静江（第14話）
- 武井（小学校教師）：河原崎長一郎（第14話）
- 大前田武（第14話）
- 兼松隆（第14話）
- 大和撫子（第14話）
- 修治：宍戸錠（第15話）
広い土地を持つ魚屋の、一人息子。
- 山下恵子（第15話）
- 福中静至郎（第15話）
- 粟津號（第15話）
- 九重ひろ子（第15話）
- 川島ゆかり（第15話）
- 遠藤鉄夫：笠智衆（第16話）
かねの老いらくの恋の相手。
- 亜紀：泉晶子（第17話）
雷太の初恋の人に似た女性。
- 橋本功（第17話）
- 下條正巳（第17話）
- 光映子（第17話）
- 鶴岡修（第17話）
- 玉井ゆみ（第17話）
- 大屋兼臣（第17話）
- 三橋洋一（第17話）
- 竹内靖（第17話）
- 藤野章（第17話）
- 南部健太郎（第17話）
- 中島元（第17話）
- 今井淳子（第17話）

## スタッフ
- 企画：安田暉、古賀伸雄
- プロデューサー：白石吉之助、桜林甫、銀谷精一
- 脚本：吉田剛、立町陽太、市川森一、尾中洋一、篠崎好、永原秀一、塩田千種
- 監督：千野皓司、長谷和夫、広瀬襄、渡邊祐介、前田陽一
- 制作担当：石和薫
- 制作主任：莟宣次
- 音楽：上田正樹とサウス・トゥ・サウス
- 選曲：白井多美夫
- 助監督：新城卓
- 撮影技術：佐藤洋三、羽方義昌、加藤正幸、坂本典隆
- 照明：福岡昭男、丸林洋一
- 美術：出川三男、猪俣邦弘、熊谷正雄
- 次回予告ナレーション：福留功男
- 制作協力：俳優座映画放送
- 制作：松竹

## 主題歌
- 上田正樹とサウス・トゥ・サウス『やせた口笛で』（第1話 ― 第9話）
（作詞・作曲：上田正樹とサウス・トゥ・サウス　ポリドール）
- 上田正樹とサウス・トゥ・サウス『始発電車』（第10話 - 第17話）
（作詞・作曲：上田正樹とサウス・トゥ・サウス　ポリドール）
- 挿入歌：古井戸『スーパードライバー5月4日』『四季の詩』（以上、第7話のみ）

## サブタイトル
| 話数 | 放送日                    | サブタイトル                     | 脚本     | 演出     |
| ---- | ------------------------- | -------------------------------- | -------- | -------- |
| 1    | 1976年3月17日             | どなた様かは存じませんが         | 吉田剛   | 千野皓司 |
| 2    | 1976年3月24日             | ステキな兄貴と呼ばれたい         | 吉田剛   | 千野皓司 |
| 3    | 1976年3月31日             | 弟は生きがいなのです！           | 吉田剛   | 長谷和夫 |
| 4    | 1976年4月14日             | つっぱって生きてます！           | 立町陽太 | 広瀬襄   |
| 5    | 1976年4月21日             | 雨降りだから夢でもみよう！       | 市川森一 | 広瀬襄   |
| 6    | 1976年4月28日             | ブギを唄おう！風の中             | 尾中洋一 | 渡邊祐介 |
| 7    | 1976年5月12日             | 君ニューミュージック！オレ艶歌!! | 立町陽太 | 渡邊祐介 |
| 8    | 1976年6月2日              | 二人だけで見たUFO！              | 立町陽太 | 長谷和夫 |
| 9    | 1976年6月16日             | 幸福行きの列車はどれ？           | 吉田剛   | 長谷和夫 |
| 10   | 1976年6月30日             | レディが街にやって来た！         | 篠崎好   | 長谷和夫 |
| 11   | 1976年7月21日             | 北海道・幸福な愛はどこにもない！ | 永原秀一 | 広瀬襄   |
| 12   | 1976年7月28日             | ラーメン戦争は札幌で！           | 立町陽太 | 広瀬襄   |
| 13   | 1976年8月4日              | 金魚鉢より愛をこめて！           | 篠崎好   | 前田陽一 |
| 14   | 1976年8月18日             | 蝶よ飛べ！空高く                 | 塩田千種 | 広瀬襄   |
| 15   | 1976年9月8日              | 九州で歌った、私の“からたちの花” | 立町陽太 | 広瀬襄   |
| 16   | 1976年9月20日             | されどわれらが夏――でした！       | 吉田剛   | 前田陽一 |
| 17   | （1976年9月29日放送予定） | 翼よ！心あらば伝えて             | 篠崎好   | 前田陽一 |